# Boog (wapen)

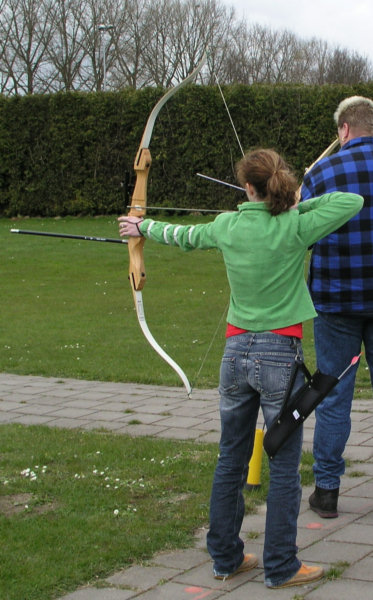
Het schieten met de recurveboog

Een boog is een wapen waarmee een pijl kan worden weggeschoten. Door de uitvinding en het gebruik van de pijl-en-boog wist de vroege mens zijn buit (voedsel) op een veiliger en snellere manier te bemachtigen. 
Al ver voor onze jaartelling, in de steentijd, werd de pijl-en-boog gebruikt. 
De boog werd tot halverwege de 19e eeuw gebruikt voor de jacht en ook als oorlogswapen. Tegenwoordig wordt hij voornamelijk als een sportwapen gebruikt. Toch wordt er ook nog mee gejaagd, voornamelijk in de Verenigde Staten. De vaardigheid of de kunst van het hanteren van een pijl-en-boog heet boogschieten. 
De koord werd gemaakt van dierlijke aderen, darmen, ongelooide huid of plantaardige vezels.

## Geschiedenis

### Prehistorie

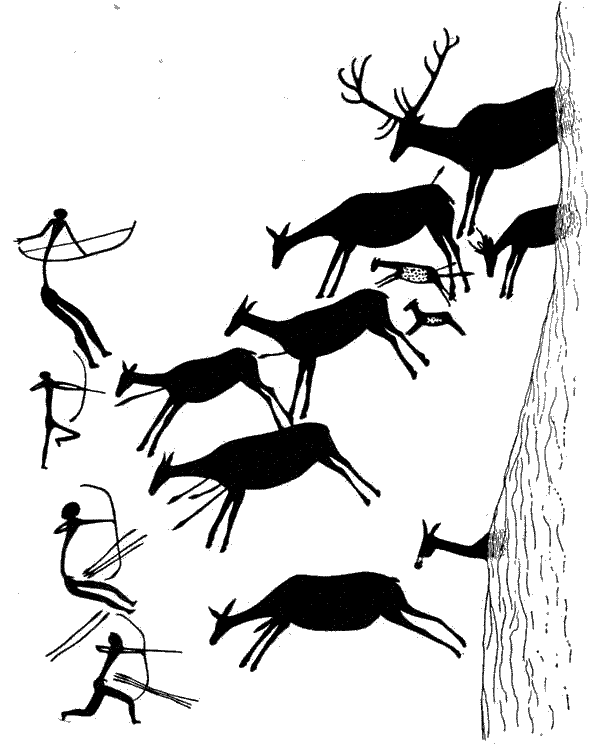
Neolithische grotschildering in het oosten van Spanje

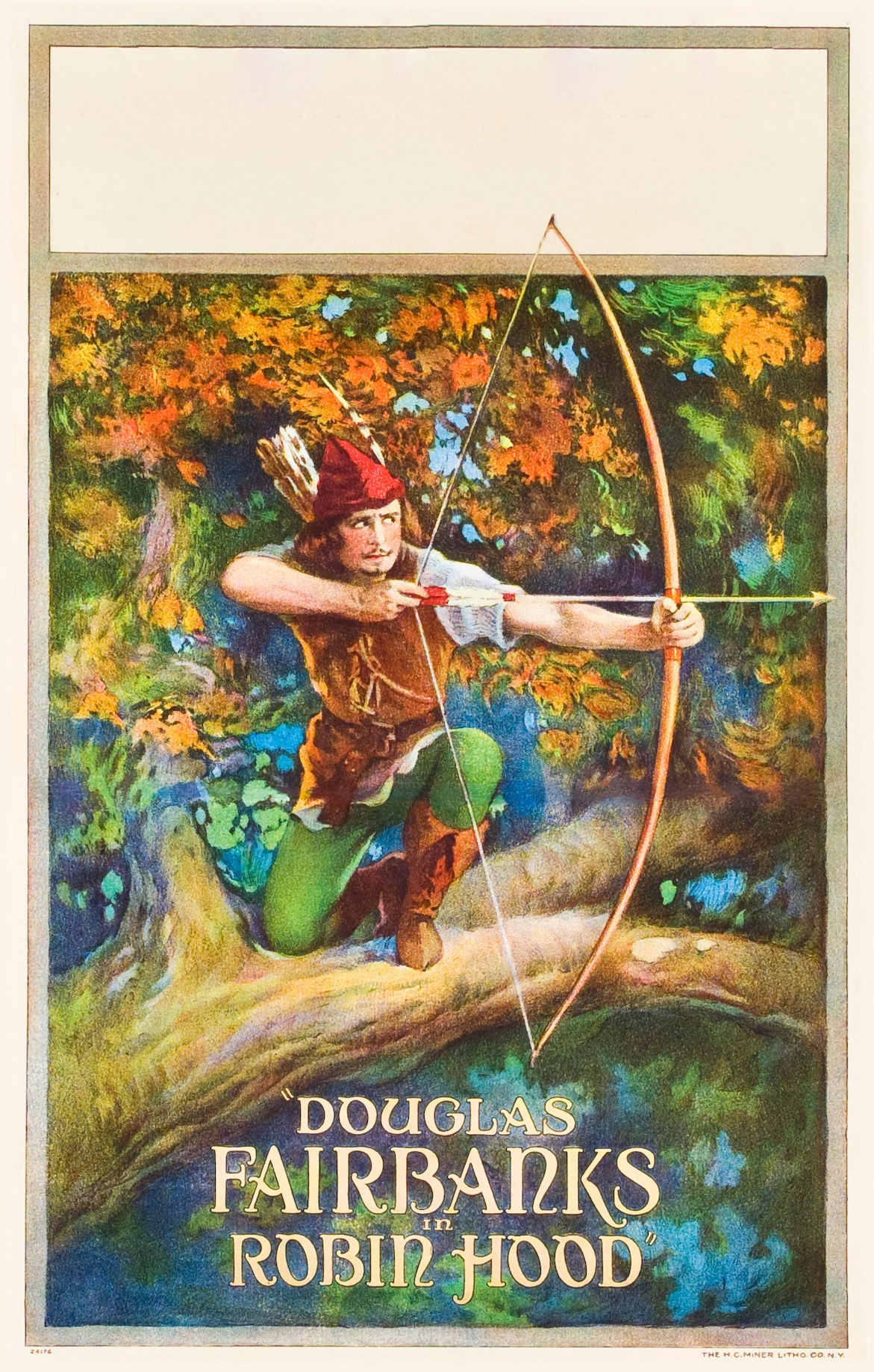
Een bekende boogschutter was de Engelse volksheld Robin Hood, hier afgebeeld op een filmposter uit 1922

Er zijn in Europa aanwijzingen van het gebruik van bogen gevonden die teruggaan tot 8000 of 9000 voor Christus. Het gaat hierbij om Ahrensburgcultuurvondsten in het Stellmoor bij Hamburg; hierbij werden al goed ontwikkelde pijlen gevonden bestaande uit een punt met een losse voorschacht en een hoofdschacht, die dus waarschijnlijk al een aanzienlijke ontwikkelingsfase achter de rug hadden. Dit zijn waarschijnlijk de oudste zekere bewijzen in de wereld. Helaas zijn ze in de Tweede Wereldoorlog bij een brand verloren gegaan. In de jaren 70 van de 20e eeuw zijn Duitsland (Mannheim-Vogelstang) een paar dennenhouten fragmenten gevonden die waarschijnlijk deel hebben uitgemaakt van een boog, die ca. 110 cm lang was en wellicht 80 m ver kon hebben geschoten. De fragmenten werden met behulp van de koolstof-14-techniek gedateerd op 17.600 jaar oud. Het grenenhout, dat niet zeer geschikt is, was in die tijd (nog in de ijstijd) waarschijnlijk het enige beschikbare.
De oudste zekere bogen zijn gevonden in Denemarken (Holmegaard-moeras) in de jaren 40 van de 20e eeuw; enkele iepenhouten bogen die met behulp van koolstofdatering op ca. 8000 voor Christus zijn gedateerd, en die gezien de functionele vormgeving ook al uit een langer durend ontwikkelingsproces moeten zijn ontstaan. De oudste in Nederland gevonden boog was gemaakt van iepenhout en stamt ongeveer uit de periode 5500-5300 voor Chr. (Hardinxveld-Giessendam, opgraving 1997-98). In Engeland is een boog gevonden van ca. 3800 voor Christus. Ook de ijsmummie Ötzi (ca. 3200 jaar v Chr.) had een boog bij zich. Uit recent onderzoek bleek dat hij zelfs mogelijk door een pijl is gedood. In Israël is in 1993 een grot ontdekt met een ca. 6000 jaar oud graf (cave of the warrior) waarin ook een bij de begrafenis ritueel gebroken boog van een jonge olijftak lag, de oudste bekende boog van het dubbelconvexe type. Ook lagen er enkele pijlschachten van riet en olijfhout, zonder de punten.
Rotstekeningen getuigen van het feit dat de vroege mens veel heeft geëxperimenteerd met verschillende boogvormen. In Spanje (Les Dogues en in de cueva de los Caballos) zijn ca. 10.000 jaar oude rotstekeningen gevonden waarop onmiskenbaar met pijl-en-boog wordt geschoten. In Les Dogues schieten op tekeningen mensen met pijlen op elkaar. Grottekeningen zijn echter meestal moeilijk exact te dateren. 
In Nederland is de oudst bekende indirecte aanwijzing een stukje steen met groeven dat mogelijk diende voor het bijwerken van pijlen, dat ca. 11.000 jaar oud is, maar zeker geen hard bewijs mag worden genoemd. 
Pijlpunten zijn in vele vormen en maten uit de prehistorie bekend maar het is niet altijd makkelijk om uit te maken of een gegeven punt op een speer, een pijl of op een geworpen pijl zal hebben gezeten. (In vele culturen werd na de speer, maar voor de pijl-en-boog, gebruikgemaakt van speerwerpers, stukken hout die de arm verlengen en waarmee lichte speren - of zware pijlen - werden gegooid.) Het lijkt bovendien waarschijnlijk dat de pijl-en-boog al voordien zonder stenen pijlpunten werd gebruikt, met bijvoorbeeld in het vuur ietwat geharde houten pijlpunten, dus de boog zal ouder zijn dan de oudste gevonden stenen pijlpunten.
In Australië is de boog helemaal niet gebruikt; in Noord-Amerika waarschijnlijk pas relatief laat, vanaf ca. 2500 jaar voor Christus toen voorouders van de huidige Inuk (archeologisch bekend als "Arctic Small Tool Tradition") het wapen ontwikkelden.
De meest eenvoudige bogen werden gemaakt uit één stuk hout. Om breken te voorkomen was het daarbij van belang dat de houtnerven aan de rugzijde (de kant het verst van de schutter verwijderd) van de boog ononderbroken van boven naar beneden liepen. Er waren verschillende manieren om dat te bereiken, waaronder het volgen van één enkele groeiring. Ook kon de rug van de boog versterkt worden met een materiaal dat niet snel brak, zoals pees of ongelooide huid. Dit waren de eerste composietbogen. Taxushout nam wat dat betreft een bijzondere positie in, omdat zowel het kernhout als het spinthout waardevolle eigenschappen bezit voor een boog. Het tegen compressie bestendige kernhout was naar de schutter toe gekeerd, en het rekbare, elastische spinthout wees naar voren, zodat een soort composietboog ontstond die toch uit één stuk kon worden gemaakt.

### Middeleeuwen
In de vroege en late Middeleeuwen gebruikte men naast de boog ook de kruisboog. In het begin van de 14e eeuw werd in Wales de longbow uitgevonden, die een groter bereik had (tot 350 m) en waarmee men tot 12 pijlen per minuut kon afschieten, vijfmaal zoveel als met de kruisboog. Hoewel de kracht waarmee de pijl binnendrong op grote afstand kleiner was dan bij de kruisboog, kon het grote aantal afgevuurde pijlen de tegenstander wel afschrikken. Zo'n boog moest regelmatig onderhouden worden met onder andere bijenwas. 
Door het toepassen van de handboog hadden de Engelsen een groter overwicht op de Fransen in de slag bij Sluis (1340).
Soms, als men zich voorbereidde op een aanval op een kasteel, burcht of andere vestigingsplaats, werden speciale pijlen gemaakt met achter de pijlpunt een soort reservoir van metaal. Daarin werden gloeiende kolen gestoken en als de pijl door de lucht vloog, werden de kolen aangewakkerd. Hierdoor kon een pijl op kleine schaal brand doen ontstaan, maar een salvo van brandende pijlen zorgde voor hevige branden. Hierdoor moesten de verdedigers hun troepen opsplitsen: de branden moesten geblust worden terwijl de bestorming verder ging.

## Sport
Tegenwoordig is boogschieten een sport. Hierbij wordt meestal geschoten op een doel, dat een 'blazoen' heet. Handboogschutters beoefenen hun (handboog)sport meestal in verenigingsverband. De Nederlandse verenigingen zijn aangesloten bij de Nederlandse Handboog Bond (NHB), of de Noord Nederlandse Handboogfederatie (NNHF), of bij de Limburgse Handboogbond "Gezellig Samenzijn" de Belgische verenigingen bij de Koninklijke Belgische Federatie voor Handboogschieten (KBFH). Naast nationale, worden er ook internationale wedstrijden georganiseerd als het Europees Kampioenschap. Sinds de Olympische Spelen van 1972 in München is de handboogsport weer een Olympische sport.
Bij een indoorwedstrijd kun je van verschillende afstanden schieten, zoals 18 meter met drie pijlen of 25 meter met een pijl.

## Wetgeving

### Nederland
De handboog wordt binnen de Nederlandse wet niet als wapen aangemerkt. Een vergunning voor het bezit of gebruik van een handboog is dan ook niet nodig. De voorwaarde die de Nederlandse douane aan een geïmporteerde boog stelt is dat deze juist verpakt is. Dit houdt in dat er niet rechtstreeks gebruik van kan worden gemaakt. 
Waar het bogen betreft, stelt de wet alleen ten aanzien van kruisbogen nadere regels: (artikel 2 lid 1 categorie IV onder 5e en artikel 27 lid 1) Het op de openbare weg of voor het publiek toegankelijk plaats dragen van een kruisboog is verboden en wordt bestraft met een geldboete. Onder dragen dient men te begrijpen dat de kruisboog voor direct gebruik gereed is. De boogschutter mag dus met zijn handboog over straat wandelen, zolang door de aard of de omstandigheden redelijkerwijze kan worden aangenomen dat het dragen niet bestemd is dan om letsel aan personen toe te brengen of om te dreigen (artikel 2 lid 1 categorie IV onder 7e). Bij wet is het dus wel verboden om met een gespannen boog op de openbare weg te komen.

## Constructie

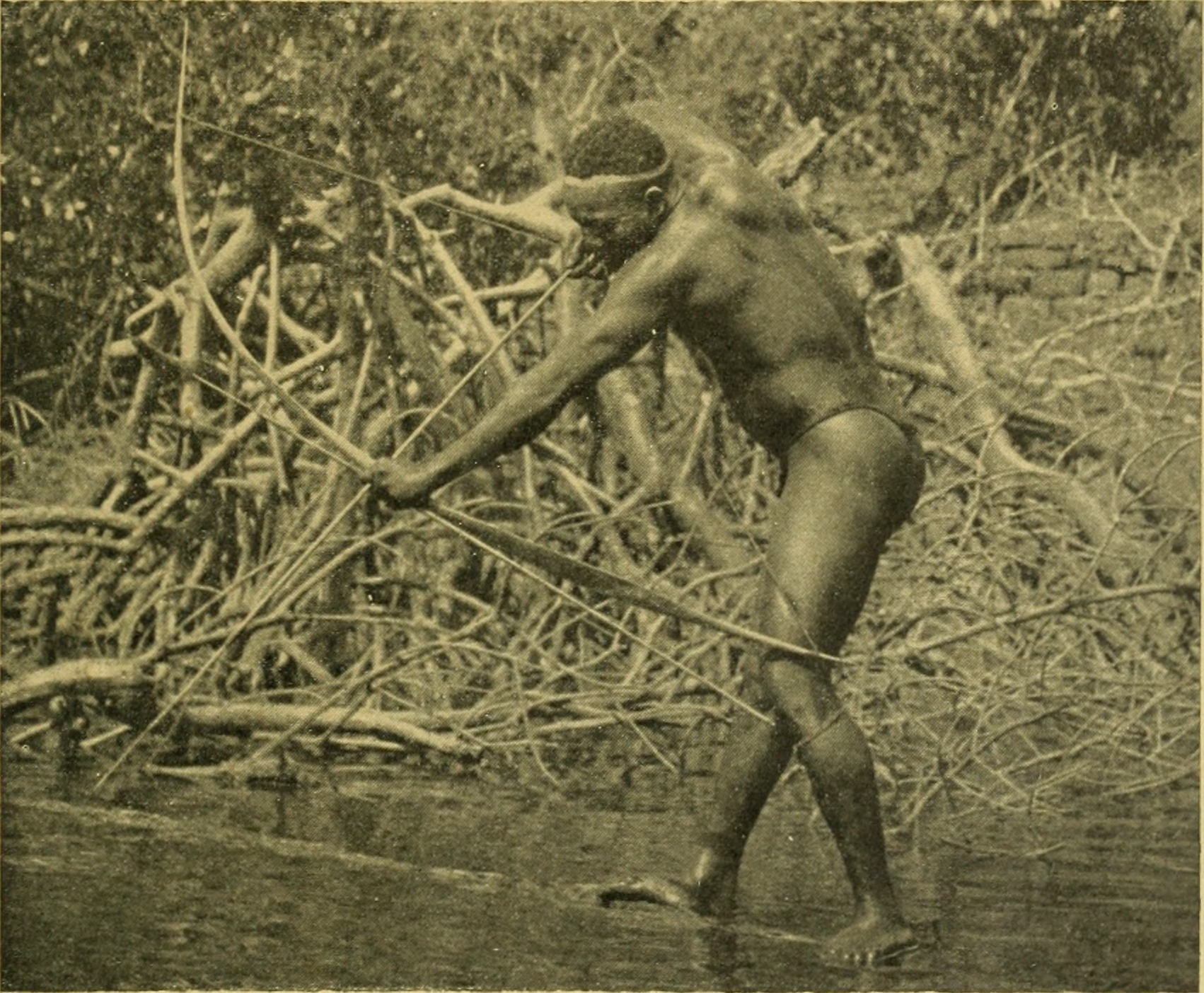
The American Museum journal; Foto ca. 1900 - 1918

### Materialen
Veel voorkomende materialen voor de constructie van een boog zijn:
- massief hout, ook wel 'selfbow' genoemd (waarvan de bekendste wel de Engelse longbow is.) Houtsoorten die in Europa werden gebruikt zijn bijvoorbeeld taxus, iepen en essen.
- gelaagd hout zoals Samische bogen, veelal van hetzelfde materiaal.
- composietbogen zijn bogen die uit verschillende materialen samengesteld zijn, bijvoorbeeld van been of hoorn, huid, pees en hout (Midden-Oosten, India, de Mongolen, Eskimo's). Een bijzondere vorm van een composietboog is de Japanse boog, de yumi, deze wordt gekenmerkt door zijn asymmetrisch ontwerp. Tegenwoordig domineren de 'hightech' boogontwerpen waarbij kunststoffen en composietmaterialen gebruikt worden. Composietbogen werden door verschillende oosterse culturen ontwikkeld. Beroemd zijn de prachtige Turkse recurvebogen die enorme afstanden konden overbruggen.

### Soorten bogen
Veel voorkomende typen bogen, naar de constructie:
- de longbow, met een lange rechte boogstaaf, die over de gehele lengte buigt.
- de flatbow, meestal korter dan de longbow, met min of meer brede, platte boogarmen. Door deze vorm worden de krachten die op het hout inwerken over meer houtcellen verdeeld, waardoor ook houtsoorten die minder geschikt zijn voor longbows kunnen worden gebruikt. Flatbows buigen soms over de gehele lengte, maar vaker hebben ze een smal en diep handvat, dat niet meebuigt.
- recurvebogen met in tegengestelde richting gebogen uiteinden van de boogstaaf. Historisch gezien werden deze bogen het meest gebruikt in grote delen van Azië, en in Noord-Amerika. Soms werden ze geheel van hout gemaakt, maar vaker waren het composietbogen, waarbij de meest voorkomende vorm die was, waarbij men dierlijke pees op de rug van de boog lijmde. Dit zorgde ervoor dat de extra krachten die bij dit model op de boog inwerken werden opgevangen, waardoor de boog niet brak. Soms werd de boog nog sterker en veerkrachtiger gemaakt, door plakken hoorn aan de naar de schutter toegekeerde zijde te lijmen. Bij recurvebogen is al vóór het uittrekken van de pijl meer energie in de boogarmen opgeslagen, waardoor bij gelijke lengte verder kan worden geschoten dan met de longbow, en even ver bij een kortere booglengte. Een effectief wapen voor ruiters, zoals de Mongolen al ontdekten. Moderne recurvebogen worden tegenwoordig onder meer gebruikt bij de Olympische Spelen, en bij andere wedstrijden.
- daarnaast zijn er de moderne hoogtechnologische compoundbogen, niet te verwarren met composietbogen, die korter zijn, met een katrolinrichting aan de uiteinden waarbij de pees in totaal 2 à 3 keer zo lang is. De katrol kan speciaal gevormd (excentrisch) zijn. Hierdoor kan de pees veel verder naar achteren getrokken worden bij een relatief kleinere beweging van de boogarmen zelf. Hierbij neemt de vereiste kracht, nodig om de pees gespannen te houden, bij verder naar achteren trekken weer af (de zogenaamde let-off), met normaal gesproken 65-80% van de maximale kracht die halverwege het spannen wordt bereikt, zodat het mikken veel ontspannener kan gebeuren. Omdat de booguiteinden zelf minder bewegingsenergie krijgen wordt de pijl met een dergelijke boog veel efficiënter weggeschoten. De meeste moderne hightech kunststofbogen zijn van dit type, dat een hoge vlucht heeft genomen. Er is een tendens om de boogarmen meer parallel aan elkaar te laten lopen bij dit type boog, wat de eigen beweging van de boog in de schietrichting bij het terugveren na het loslaten van de pijl verkleint.

Zowel de recurvebogen als de compoundbogen bestaan tegenwoordig meestal uit een stijf en licht middenstuk van hout, kunststof, of lichtgewicht metaal, waarop verende booglatten (werparmen) worden gemonteerd. Aan het middenstuk zit de linkse of rechtse handgreep en kunnen verder nog accessoires zoals pijlsteunen, stabilisators en vizieren worden gemonteerd. Het gebruik van moderne technieken en hoogwaardige materialen heeft bogen mogelijk gemaakt die tussen 50 en 85% van de spanenergie kunnen omzetten in kinetische energie van de pijl. De rest van de energie gaat zitten in het bewegen van de boogarmen, de pees, wrijving en vibraties van het systeem. 
Moderne materialen hebben het mogelijk gemaakt een zo grote uitsparing in het middendeel van de boog te maken dat de pijl rechtuit naar het doel kan vliegen en niet, zoals bij houten bogen, iets excentrisch wordt gelanceerd. In feite is zelfs de enige reden dat het mogelijk is om met een houten boog het doel te raken dat de pijl tijdens het eerste deel van de vlucht onder invloed van de massa van de pijlpunt en de kracht van de pees licht buigt waardoor hij als het ware 'om het handvat heen' krult bij het verlaten van de pees. Dit heet de boogschuttersparadox, en lukt alleen goed als de stijfheid en de massa van de pijl en de kracht van de pees op elkaar afgestemd zijn.